# Microplitis xanthopus
Microplitis xanthopus är en stekelart som först beskrevs av Johannes Friedrich Ruthe 1860.  Microplitis xanthopus ingår i släktet Microplitis och familjen bracksteklar. Arten är reproducerande i Sverige. Inga underarter finns listade i Catalogue of Life.